# Centrale nucléaire de Dungeness
Pour les articles homonymes, voir Dungeness.
La centrale nucléaire de Dungeness, située au cap Dungeness dans le sud du Kent au Royaume-Uni (Angleterre), comprend deux sites "A" et "B" équipés de réacteurs nucléaires définitivement arrêtés.

## Dungeness A

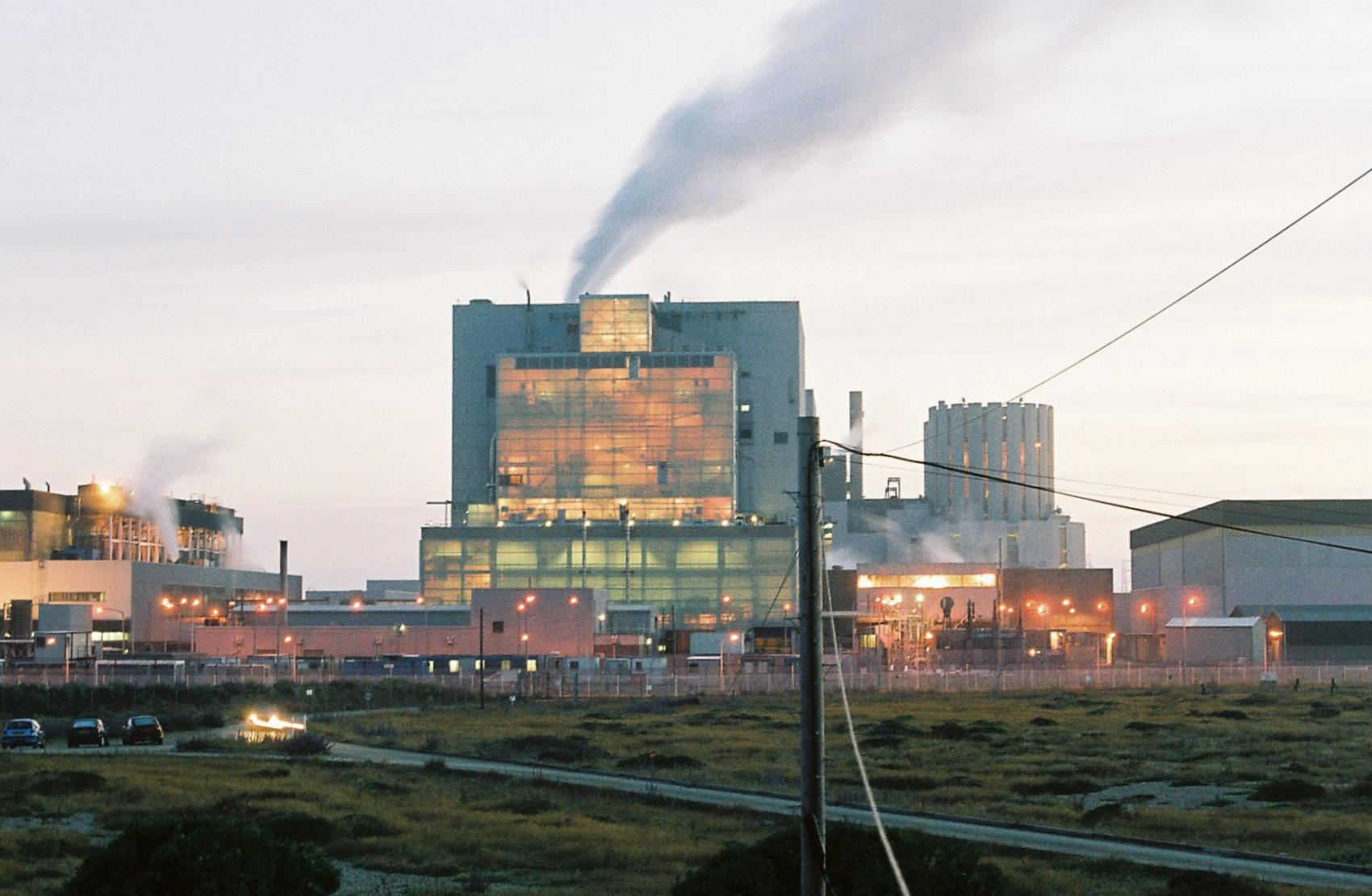
Centrale Dungeness A

La Centrale de Dungeness A est équipée de réacteurs Magnox. Elle a été raccordée au réseau en 1965 et elle a atteint en 2006 sa fin de vie. Elle est équipée de deux réacteurs nucléaires produisant chacun 223 MWe, soit une capacité totale de 446 MWe. 
Les réacteurs ont été construits par The Nuclear Power Group et les turbines par Parsons.

Après l'arrêt en 2006, l'enlèvement du combustible est prévu avant 2009, puis la salle des machines sera démolie en 2010 pour être remplacée par un stockage des déchets de moyenne activité qui devraient être conservés jusqu'en "2103" pour attendre la libération totale du site en 2111.

## Dungeness B

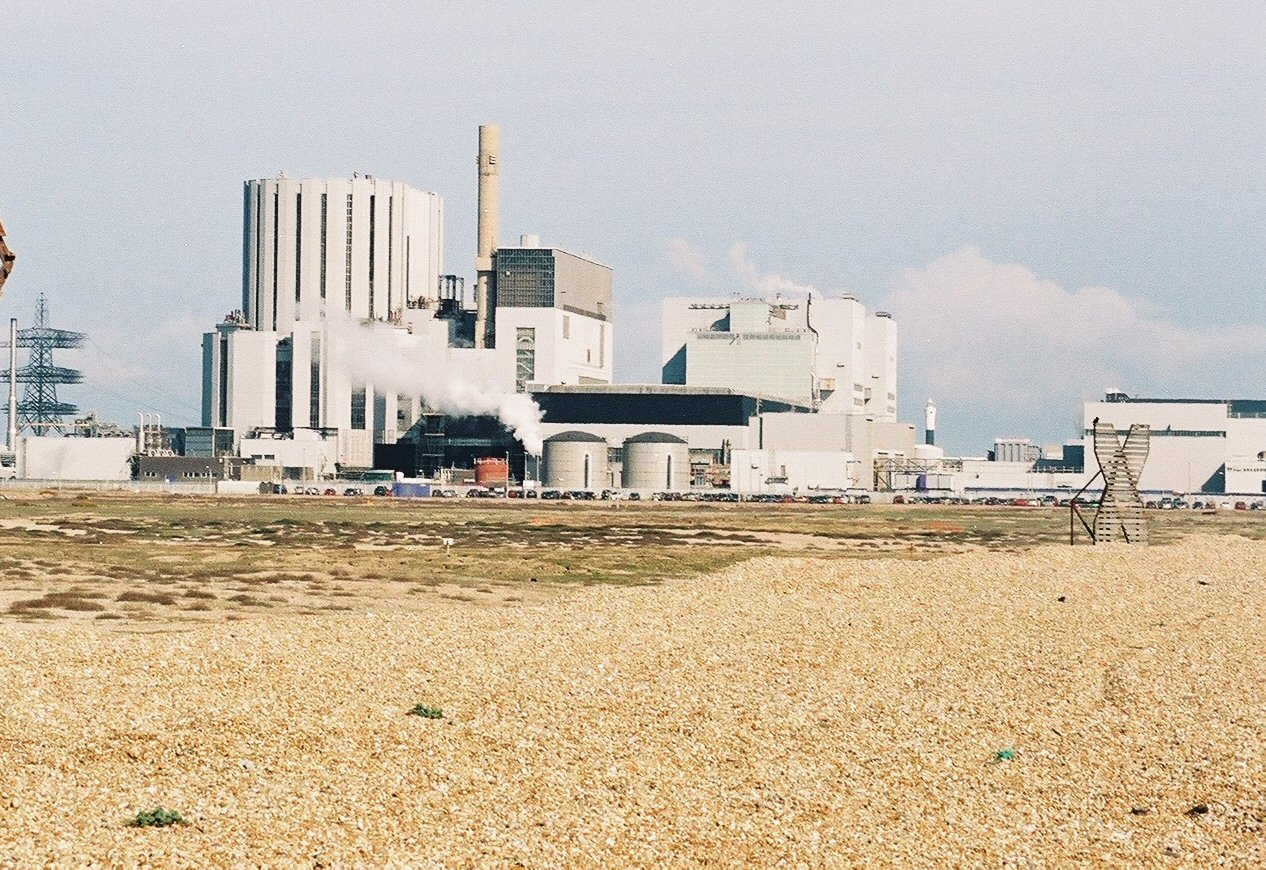
Centrale Dungeness B

La Centrale de Dungeness B comprend deux réacteurs de 600 MWe du type réacteur avancé au gaz (AGR) de conception britannique. Elle a été mise en service en 1983 pour une capacité nominale de 1200 MWe, et une production effective de 1110 MWe.

Les deux réacteurs ont été construits par Atomic Power Constructions et, comme pour la centrale "A", les turbines par Parsons.

Cette centrale, qui devait initialement fermer en 2018, a été prolongée jusqu'en 2028 par les autorités britanniques. Les deux réacteurs sont définitivement arrêtés en juin 2021.

## Les exploitants
Les deux centrales ont été construites à l'origine par le "Central Electricity Generating Board (en)" (CEGB) (qui était nationalisé), mais après la privatisation totale de la distribution électrique et la privatisation partielle de la production d'électricité nucléaire du Royaume-Uni, ces centrales sont aujourd'hui exploitées par deux compagnies distinctes :
- Magnox Electric, appartenant au British Nuclear Group (BNG), d'une part,
- British Energy, devenu EDF Energy après son rachat par EDF, d'autre part